# Случевская гора (Уфа)
Случевская (ранее — Шугуровская) гора — возвышенность у западной части Ногайского оврага возле Оренбургской переправой в Старой Уфе города Уфы.
На горе расположены Софьюшкина аллея, сад имени Салавата Юлаева и сквер «Волна». В настоящее время её рельеф изменился настолько, что она более не напоминает гору, а большая часть её застроена.

## География
Находится на Бельско-Сутолоцком ландшафте Уфимского полуострова. Гора отделена правым крутым берегом реки Белой с оврагами в южной части, и Ногайским оврагом с Фроловским ручьём от истока до устья в восточной и северной части. В западной части граничит с Семинарской горой. Правобережные овраги реки Белой в южной части горы покрыты лесом. Через один из них построен Висячий мост.
В XVIII веке рельеф горы значительно изменился и сгладился при его застройке, а к концу XVIII века оставался только один незастроенный и безлесный участок с оврагами в южной части восточнее Труниловской слободы.

## Название
Первоначальное название — Шугуровская гора. С развитием Старой и Новой Уфы, стало анахронизмом и забылось.
Во времена детства С. Т. Аксакова, гора была безымянной — в его книге «Детские годы Багрова-внука» упоминалась просто как крутой утёс.
Само название Случевской гора получила по имени вице-губернатора Оренбургской губернии и председателя Оренбургской казенной палаты К. А. Случевского, в честь которого был назван Случевский переулок (ныне — улица Благоева), где он жил.
По другой, народной версии, гора и сад названы по русскому названию водившихся здесь птиц — вальдшнепов — слука. Такой вариант немецкого названия Waldschnepp (буквально — лесной кулик) даёт С. Т. Аксаков в своих «Записках ружейного охотника Оренбургской губернии», как и В. И. Даль.

## История
Во второй половине XVII века по Ногайскому оврагу проходила западная граница города Уфы. В начале XVIII века гора начала активно заселяться и была плотно заселена: для связи с административным центром — Уфимским кремлём на Троицком холме — через реку Ногайку и Ногайский овраг построен Ногайский мост. Большие жилые кварталы возникли горе за Ильинскими и Фроловскими воротами. Позднее рельеф местности значительно изменился, сгладился.
К концу XVIII века оставался незастроенный и безлесный правый обрыв реки Белой с оврагами восточнее Труниловской слободы, который стал отмечаться как Случевская гора.
В 1873 на этом месте создан сад, который в 1875 предлагалось отдать под застройку. Сад, названный Случевским, повторно создан в 1899–1900 — ныне сад имени Салавата Юлаева.

## Галерея

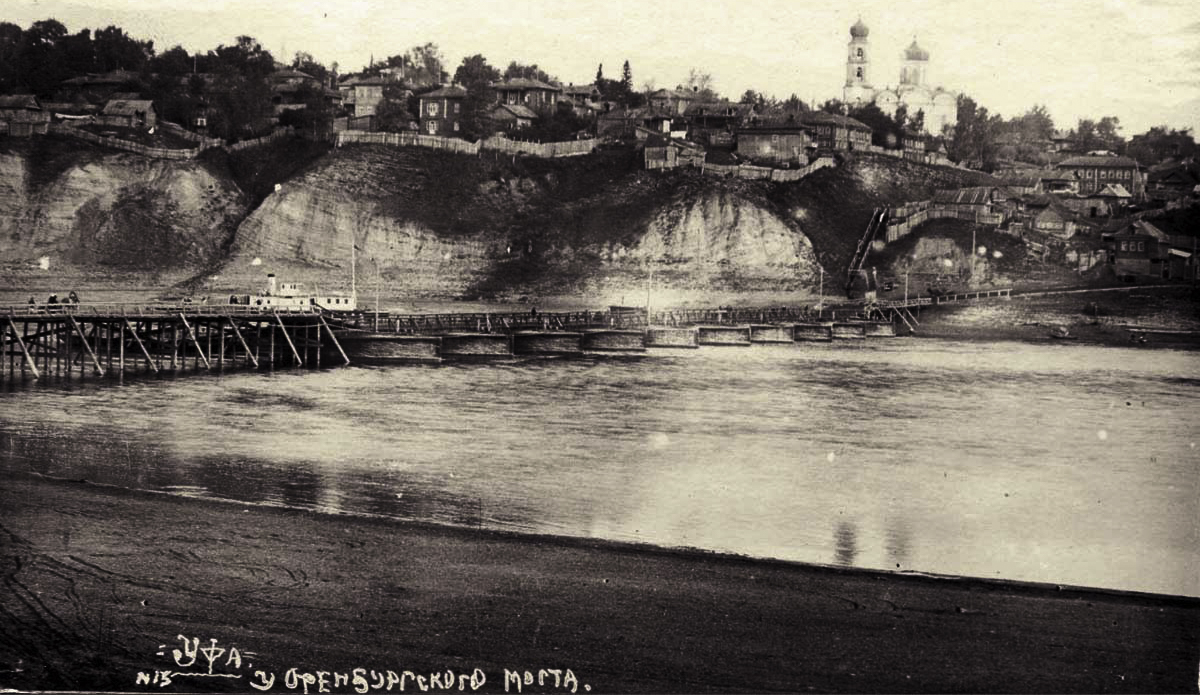
Вид горы в конце XIX — начале XX века. Оренбургская переправа и Ильинская церковь
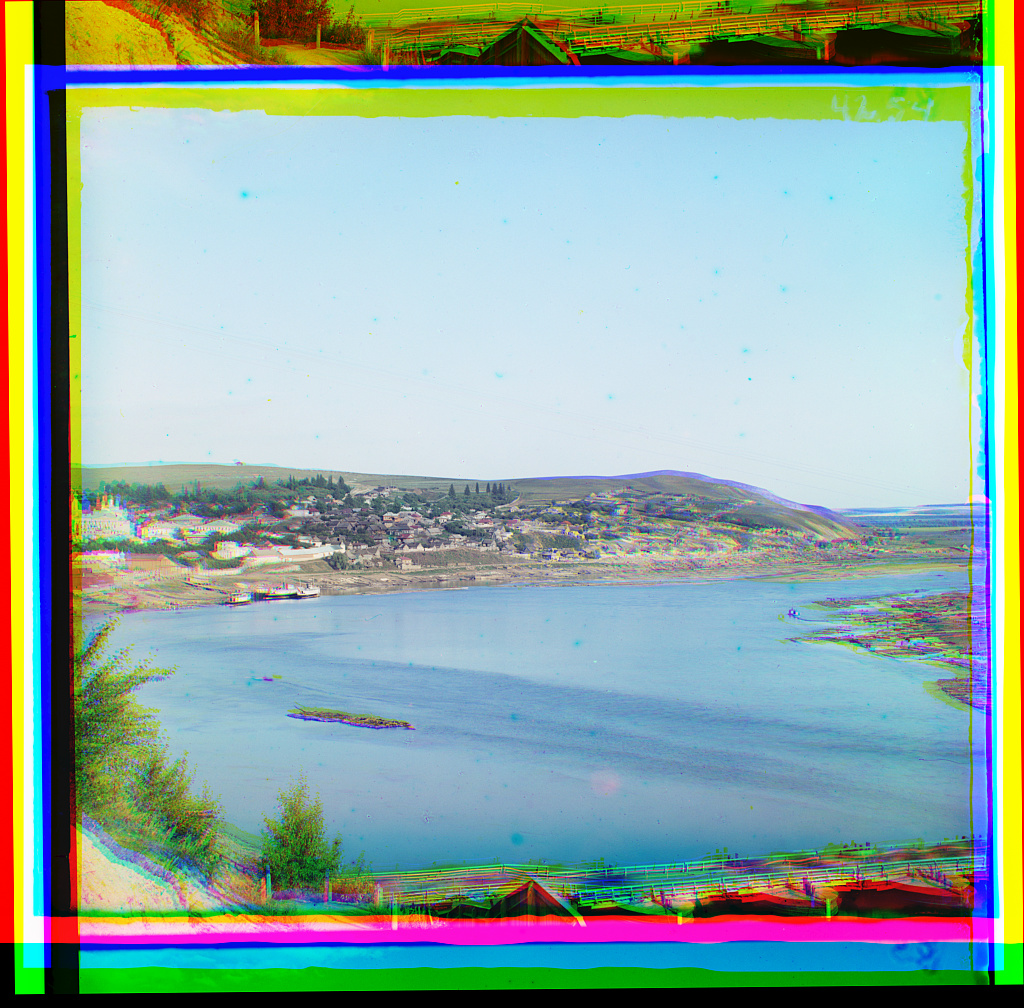
Вид на Старую Уфу из сада на Случевской горе. Фотография С. М. Прокудина-Горского. 1910
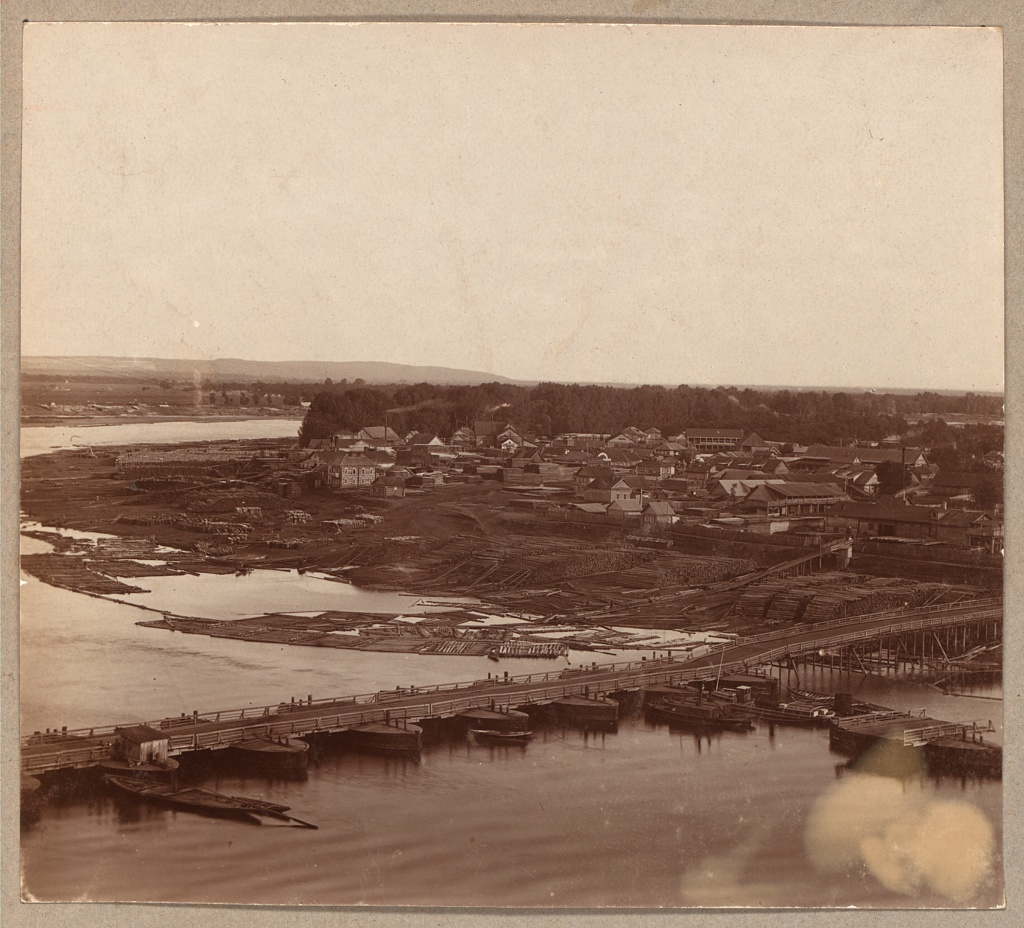
Вид на мост и Оренбургскую переправу из сада на Случевской горе. Фотография С. М. Прокудина-Горского. 1910
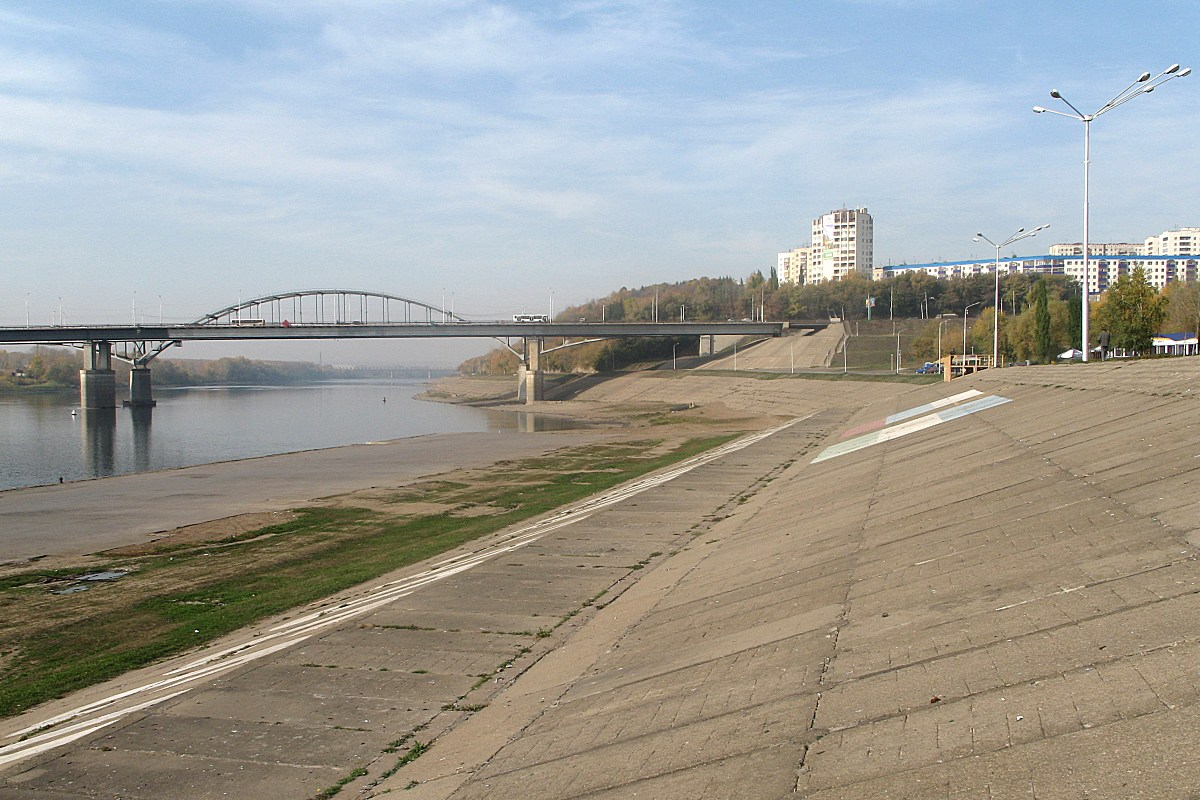
Вид возвышенности с пристани Уфа II у Монумента Дружбы
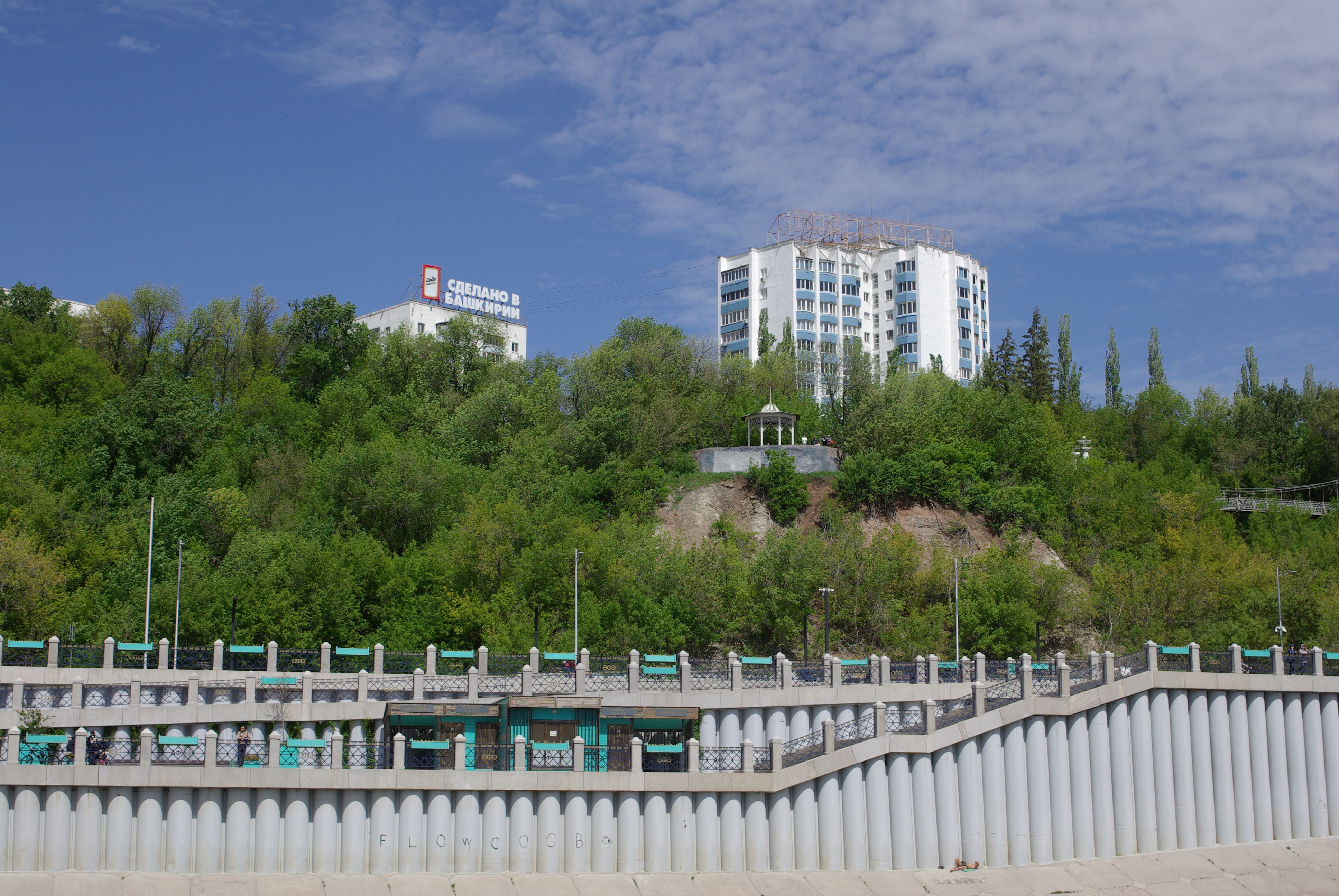
Набережная реки Белой и сад Салавата Юлаева
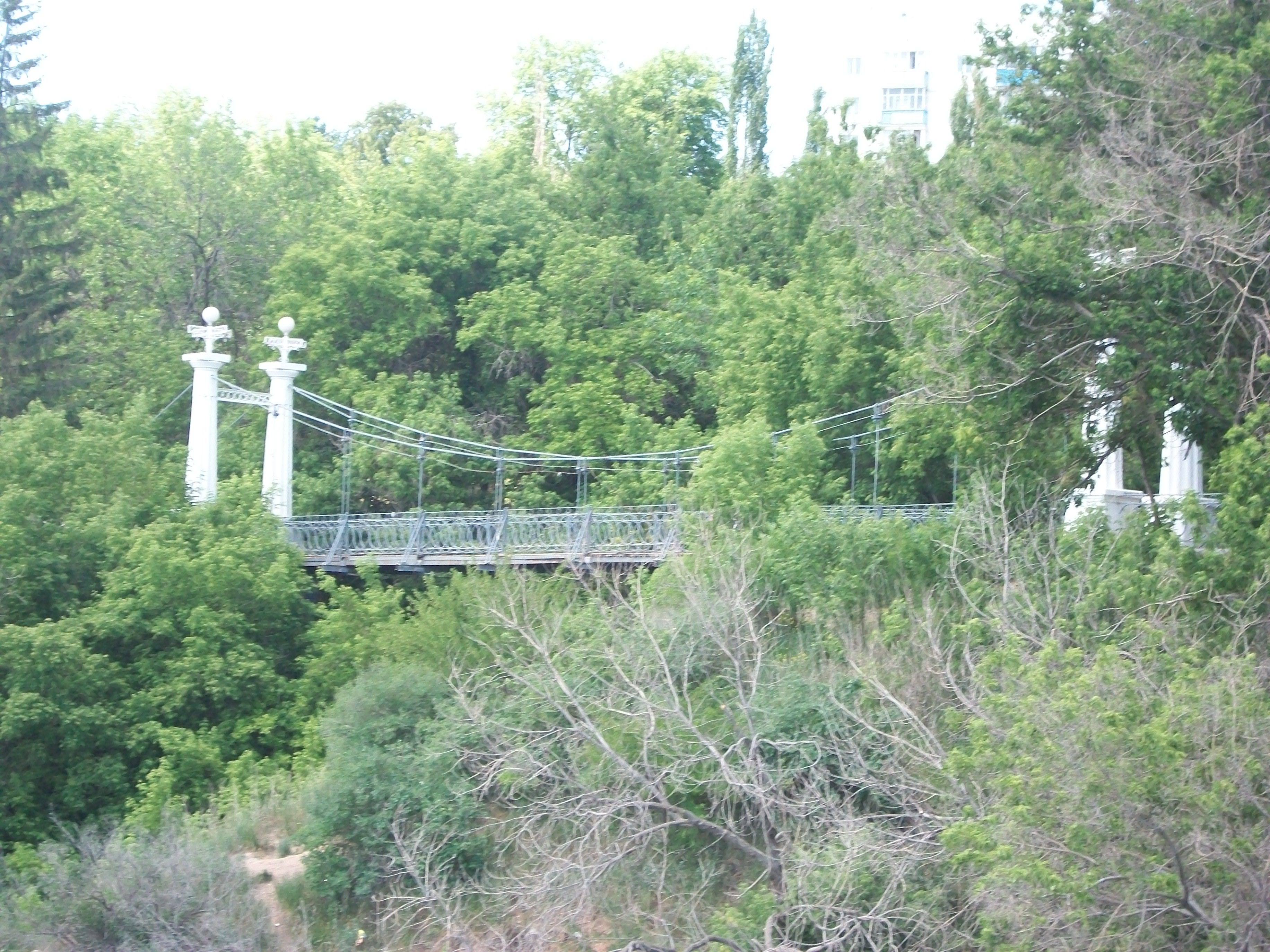
Висячий мост через безымянный овраг